# Oddone di Cheriton
Oddone di Cheriton (1180/1190 – 1246/47) è stato uno scrittore e predicatore inglese, autore di favole, che trascorse un lungo periodo di studio a Parigi e poi tenne conferenze nel sud della Francia e nel nord della Spagna.

## Biografia
Oddone apparteneva a una famiglia normanna che si era stabilita nel Kent e che prendeva il nome dal suo maniero di Cheriton. Egli, tuttavia, fu allevato nel nuovo maniero della famiglia dall'altra parte della contea, a Farningham. Suo padre William era stato crociato con Riccardo Cuor di Leone e aveva poi accresciuto le fortune della famiglia come sostenitore di re Giovanni. Suo figlio Oddone studiò all'Università di Parigi, dove ottenne il grado di Maestro (Magister) nel 1211, dopo di che gli fu concessa la custodia della chiesa di Cheriton. Non è certo se la sua laurea fosse in teologia, ma alla fine del decennio si definiva Doctor Ecclesiae (dottore della Chiesa) quando, nel 1219, completò i suoi popolari sermoni sui Vangeli della domenica. È provato che molti di questi furono predicati in Francia. Sembra anche che conoscesse bene i pericoli del pellegrinaggio, dando consigli su bevande drogate, padroni di casa disonesti, avari Ospitalieri, ladri e paesani ostili. Negli anni successivi Oddone visitò il sud della Francia e tenne anche lezioni presso l'università di Palencia, che ebbe vita breve. Dopo la chiusura di quest'ultima, si trasferì all'Università di Salamanca. Nel 1233 tornò in Inghilterra, dopo aver ereditato le proprietà paterne ampiamente disperse. Su uno dei documenti relativi alle proprietà di questo periodo compare il sigillo di Oddone, un'impronta di Sant'Odo di Cluny seduto a uno scrittoio sotto un baldacchino con una stella nell'angolo destro in alto, in riferimento al suo omonimo, da cui prese il nome anche suo nonno. Alla sua morte, avvenuta nel 1246/7, fu sepolto nella Cattedrale di Rochester e suo fratello Waleran ereditò le sue terre.

## Carriera letteraria
Oltre ai 64 sermoni sui Vangeli domenicali, i cui estratti furono pubblicati con il titolo Flores Sermonum ac Evangeliorum Dominicalium a Parigi nel 1520, Oddone aveva composto i primi trattati sul Padre Nostro e sulla Passione. Nel 1224 compilò un'altra raccolta di sermoni (Sermones Dominicales in Epistolas), molti dei quali furono predicati in Spagna, dove gli fu attribuita anche un'esposizione del Cantico dei Cantici (1226/7). Nello stesso periodo compilò un'altra serie di sermoni sulle feste (Sermones de Festis). La sua ultima opera religiosa, scritta intorno al 1235, dopo il suo ritorno in Inghilterra, fu un manuale per sacerdoti sulla penitenza. L'opera per la quale Oddone è più conosciuto, tuttavia, era una raccolta di favole e aneddoti moralizzati, talvolta intitolata Parabolæ dalle parole iniziali del prologo (Aperiam in parabolis os meum), che era evidentemente pensata per i predicatori. Sebbene sia in parte composto da adattamenti ed estratti comunemente conosciuti, mostra originalità di interpretazione e le moralizzazioni sono piene di pungenti denunce dei vizi prevalenti del clero e dei laici. La raccolta contiene circa 117 favole e varianti, ventisei delle quali tratte dalle Favole di Esopo, altre tratte dagli scrittori romani Seneca, Ovidio e Giovenale, dalla Bibbia e dai racconti popolari inglesi, nonché dai suoi quasi contemporanei medievali Petrus Alphonsi, Jacques de Vitry e Stefano di Borbone. Esiste in numerosi manoscritti e l'opera è stata pubblicata da Léopold Hervieux nel 1896. Ne esistono una versione francese del XIII secolo, una versione gallese del XIV secolo chiamata Chwedlau Odo ("I racconti di Oddone") e una prima traduzione spagnola. Lo scopo principale delle Parabolæ era quello di fornire esempi di condotta giusta e sbagliata da utilizzare nei sermoni. Le interpretazioni di Oddone sfiorano talvolta la satira e non risparmia i suoi stessi simili, condannando in particolare il comportamento dei cistercensi. Per questo motivo si è ipotizzato che egli stesso fosse un membro di quell'ordine, ma non ci sono prove che egli sia mai appartenuto ad alcun ordine. Alcuni dei paralleli tracciati nella sua opera non raccontano una storia, ma contengono il tipo di nozioni che si trovano nei bestiari medievali. Una sezione afferma senza mezzi termini che "un puledro selvaggio si getta nell'acqua o in una fossa se non è trattenuto da una briglia". Ciò che segue diventa un commento sulla necessità di disciplina per sfuggire alle pene dell'inferno (favola 56). Ancora, l'informazione che l'aquila addestra i suoi pulcini a guardare il sole, buttando fuori dal nido quelli che non ci riescono, è l'occasione per un'esortazione ad aspirare alla contemplazione del cielo (favola 17). È stato anche osservato che, a differenza dell'interesse di Marie de France per i rapporti gerarchici nel suo Ysopet, che privilegia gli animali "nobili", in Oddone c'è una gamma più ampia di creature domestiche più umili.

## Opere
- Le favole di Oddone di Cheriton, a cura di Valentina Piro, Firenze, SISMEL · Edizioni del Galluzzo, 2023